# Бобовецька сільська рада
Бобове́цька сільська́ ра́да — адміністративно-територіальна одиниця та орган місцевого самоврядування у Сторожинецькому районі Чернівецької області. Адміністративний центр — село Бобівці.

## Загальні відомості
- Населення ради: 1 852 особи (станом на 2001 рік)

## Населені пункти
Сільській раді були підпорядковані населені пункти:
- с. Бобівці

## Склад ради
Рада складалася з 16 депутатів та голови.
- Голова ради: Собко Михайло Филимонович
- Секретар ради: Даскалюк Євгенія Петрівна

### Керівний склад попередніх скликань
| Прізвище, ім'я, по батькові | Основні відомості                                                 | Дата обрання | Дата звільнення |
| --------------------------- | ----------------------------------------------------------------- | ------------ | --------------- |
| Собко Михайло Филимонович   | Сільський голова, 1955 року народження, освіта вища, безпартійний | 26.03.2006   | 31.10.2010      |
| Собко Михайло Филимонович   | Сільський голова, 1955 року народження, освіта вища, безпартійний | 31.10.2010   |                 |

Примітка: таблиця складена за даними сайту Верховної Ради України

### Депутати
За результатами місцевих виборів 2010 року депутатами ради стали:

#### За суб'єктами висування
| Суб'єкт висування | Кількість обраних депутатів | %   |
| ----------------- | --------------------------- | --- |
| Самовисування     | 16                          | 100 |

#### За округами
| № округу | Прізвище, ім'я, по батькові    | Дата визнання обраним | Освіта             | Партійна приналежність | Відомості про обраного депутата                             |
| -------- | ------------------------------ | --------------------- | ------------------ | ---------------------- | ----------------------------------------------------------- |
| 1        | Ковалюк Валентина Іванівна     | 02.11.2010            | середня спеціальна | позапартійна           | Бобовецька загальноосвітня школа, вчитель                   |
| 2        | Жалоба Олексій Миколайович     | 02.11.2010            | середня спеціальна | позапартійний          | приватний підприємець                                       |
| 3        | Федорюк Валентина Миколаївна   | 02.11.2010            | середня спеціальна | позапартійна           | Бобовецька сільська рада, бухгалтер                         |
| 4        | Цера Альона Василівна          | 02.11.2010            | вища               | позапартійна           | Бобовецька загальноосвітня школа, вчитель                   |
| 5        | Собко Юрій Васильович          | 02.11.2010            | середня            | позапартійний          | приватний підприємець                                       |
| 6        | Козак Дмитро Георгійович       | 02.11.2010            | середня            | позапартійний          | тимчасово не працює                                         |
| 7        | Токарюк Ілля Миколайович       | 02.11.2010            | вища               | позапартійний          | тимчасово не працює                                         |
| 8        | Демчук Віталій Іванович        | 02.11.2010            | середня спеціальна | позапартійний          | Сторожинецький держлісгосп, лісник                          |
| 9        | Федорюк Володимир Тодорович    | 02.11.2010            | середня            | позапартійний          | Бобовецька загальноосвітня школа, оператор газової котельні |
| 10       | Бурятинський Петро Омельянович | 02.11.2010            | середня спеціальна | позапартійний          | пенсіонер                                                   |
| 11       | Івончак Михайло Дмитрович      | 02.11.2010            | середня            | позапартійний          | Ветеринарна лікарня, водій                                  |
| 12       | Лучишина Настя Євгенівна       | 02.11.2010            | вища               | позапартійна           | Бобовецька загальноосвітня школа, вчитель                   |
| 13       | Даскалюк Євгенія Петрівна      | 02.11.2010            | середня спеціальна | позапартійна           | Бобовецька сільська рада, секретар                          |
| 14       | Козак Станіслав Михайлович     | 02.11.2010            | середня спеціальна | позапартійний          | тимчасово не працює                                         |
| 15       | Токарюк Ористія Василівна      | 02.11.2010            | середня            | позапартійна           | Бобовецька загальноосвітня школа, двірник                   |
| 16       | Іфтемійчук Василь Іванович     | 02.11.2010            | середня            | позапартійний          | пенсіонер                                                   |